# Поповка (Диканьский район)
Поповка (укр. Попівка) — село,
Балясненский сельский совет,
Диканьский район,
Полтавская область,
Украина.
Код КОАТУУ — 5321081306. Население по переписи 2001 года составляло 55 человек.

## Географическое положение
Село Поповка находится на берегу реки Гараганка,
выше по течению на расстоянии в 1 км расположено село Марченки,
ниже по течению на расстоянии в 0,5 км расположено село Балясное.
Рядом проходит автомобильная дорога Т-1721.